# Route nationale 625
Pour les articles homonymes, voir Route 625.
La route nationale 625 ou RN 625 était une route nationale française reliant Gardouch à Laroque-d'Olmes. À la suite de la réforme de 1972, elle a été déclassée en RD 625, cette dernière reprenant de plus la partie de l'ancienne route nationale 620 comprise entre Laroque-d'Olmes et Lavelanet.

## Ancien tracé de Gardouch à Laroque-d'Olmes (D 625)
- Gardouch
- Saint-Michel-de-Lanès
- Salles-sur-l'Hers
- Sainte-Camelle
- Pech-Luna
- Plaigne
- Mirepoix
- La Bastide-de-Bousignac
- Saint-Quentin-la-Tour
- Aigues-Vives
- Laroque-d'Olmes